# Marcusenius bentleyi
Marcusenius bentleyi är en fiskart som först beskrevs av Boulenger, 1897.  Marcusenius bentleyi ingår i släktet Marcusenius och familjen Mormyridae. IUCN kategoriserar arten globalt som otillräckligt studerad. Inga underarter finns listade i Catalogue of Life.